# Bananens dag
Bananens dag infaller den 4 mars och är en årlig temadag i Sverige instiftad 2017 av Daniel Guldstrand på Bananklubben.
Syftet med dagen är att uppmärksamma denna populära frukt i Sverige, med särskilt fokus på att sprida glädje. Dagen uppmärksammas bland annat genom olika kampanjer i dagligvaruhandeln. Bananens dag förekommer även i USA och Australien.
Att Bananens dag infaller just den 4 mars beror på att det var då som det svenska företaget The Banana Company AB grundades av norrmannen Carl Matthiessen.